# Espinho Challenger 1999
L'Espinho Challenger 1999 è stato un torneo di tennis facente parte della categoria ATP Challenger Series nell'ambito dell'ATP Challenger Series 1999. Il torneo si è giocato a Espinho in Portogallo dal 26 aprile al 2 maggio 1999 su campi in terra rossa.

## Vincitori

### Singolare
Gastón Gaudio ha battuto in finale  Markus Hipfl con il punteggio di 6–4, 6–1

### Doppio
Joan Balcells /  Gastón Etlis hanno battuto in finale  Noam Behr /  Eyal Ran con il punteggio di 6–3, 6–2